# Team Deutsche Telekom/1994
Deze pagina geeft een overzicht van de wielerploeg Team Deutsche Telekom in 1994.

## Algemeen
Sponsors: Deutsche Telekom (Telefonieaanbieder)
Ploegleiders: Walter Godefroot, Jules De Wever, Rudy Pevenage, Frans Van Looy
Fietsen: Edyy Merckx

## Renners
| Naam              | Geboortedatum | Nationaliteit | Ploeg 1993 |
| ----------------- | ------------- | ------------- | ---------- |
| Rolf Aldag        | 25-08-1968    | Duitsland     |            |
| Gerd Audehm       | 14-08-1968    | Duitsland     |            |
| Udo Bölts         | 10-08-1966    | Duitsland     |            |
| Bert Dietz        | 02-09-1969    | Duitsland     |            |
| Bernd Gröne       | 19-02-1963    | Duitsland     |            |
| Jacques Hanegraaf | 14-12-1960    | Nederland     |            |
| Christian Henn    | 11-03-1964    | Duitsland     |            |
| Jens Heppner      | 23-12-1964    | Duitsland     |            |
| Brian Holm        | 02-10-1962    | Denemarken    |            |
| Dominik Krieger   | 25-06-1968    | Duitsland     |            |
| Mario Kummer      | 06-04-1962    | Duitsland     |            |
| Jens Lehmann      | 19-12-1967    | Duitsland     | Stagiair   |
| Olaf Ludwig       | 13-04-1960    | Duitsland     |            |
| Axel Merckx       | 03-08-1972    | België        | Neoprof    |
| Uwe Raab          | 26-07-1962    | Duitsland     |            |
| Michael Rich      | 29-09-1969    | Duitsland     | Stagiair   |
| Jan Ullrich       | 02-12-1973    | Duitsland     | Stagiair   |
| Marc van Orsouw   | 12-04-1964    | Nederland     |            |
| Jürgen Werner     | 20-07-1970    | Duitsland     |            |
| Steffen Wesemann  | 11-03-1971    | Duitsland     |            |
| Erik Zabel        | 07-07-1970    | Duitsland     |            |

## Belangrijke overwinningen
Classic Haribo
Winnaar: Erik Zabel
Ronde van Keulen
Winnaar: Udo Bölts
Rund um den Henninger-Turm
Winnaar: Olaf Ludwig
Hofbrau Cup
2e etappe: Rolf Aldag
Eindklassement: Rolf Aldag
Nationale kampioenschappen
Duitsland (wegwedstrijd): Jens Heppner
Duitsland (tijdrit): Jens Lehmann
Ronde van de Limousin
Eindklassement: Jens Heppner
Ronde van Groot-Brittannië
4e etappe: Olaf Ludwig
Parijs-Tours
Winnaar: Erik Zabel
1989 · 1990 · 1991 · 1992 · 1993 · 1994 · 1995 · 1996 · 1997 · 1998 · 1999 · 2000 · 2001 · 2002 · 2003 · 2004 · 2005 · 2006 · 2007 · 2008 · 2009 · 2010 · 2011